# Homam Ahmed
Homam Al-Amin Ahmed (em árabe: همام الأمين أحمد; Doha, 25 de agosto de 1999) é um futebolista catari que atua como lateral-esquerdo. Atualmente joga pelo Al-Duhail.

## Estatísticas de carreira
Pontuações e resultados listam a contagem de gols do Catar primeiro.
| Nº. | Data                  | Local                                        | Oponente   | Placar | Resultado | Competição                    |
| --- | --------------------- | -------------------------------------------- | ---------- | ------ | --------- | ----------------------------- |
| 1.  | 21 de julho de 2021   | Estádio PNC, Houston, Texas                  | Honduras   | 1-0    | 2–0       | Copa Ouro da CONCACAF de 2021 |
| 2.  | 7 de setembro de 2021 | Estádio de Luxemburgo, Gasperich, Luxemburgo | Luxemburgo | 1-1    | 1–1       | Amistoso                      |

## Títulos

### Clube
Al-Gharafa
- Qatari Stars Cup: 2017–18, 2018–19